# Roszatom
A Roszatom (oroszul: Росатом, IPA: [rɐsˈatəm]), más néven Roszatom Állami Atomenergetikai Vállalat, Állami Atomenergetikai Vállalat Roszatom vagy Roszatom Állami Vállalat, egy atomenergiával, nem energetikai nukleáris termékekkel és high-tech termékekkel foglalkozó moszkvai székhelyű orosz állami vállalat. A 2007-ben létrejött szervezethez több mint 350 társaság tartozik, köztük tudományos kutatással foglalkozó szervezetek, a nukleáris fegyverekhez kapcsolódó létesítmények és a világ egyetlen atomjégtörő-flottája.
Az állami vállalat a világ egyik legnagyobb atomenergetikai vállalata. A Roszatom a legnagyobb villamosenergia-termelő vállalat Oroszországban, 215 746 TWh elektromos energiát állít elő, ez az ország villamosenergia-termelésének 20,28%-a. A vállalat szintén első helyen áll a külföldi atomerőmű-építésben, a globális nukleáristechnológia-export 76%-a kapcsolódik a Roszatomhoz: Ez 2020 decemberében 35, a fejlesztés különböző fázisában levő atomerőmű-blokkot jelentett 12 országban. A Roszatom a nukleáris medicina számára is gyárt berendezéseket és állít elő izotópokat, kutatási tevékenységet folytat és anyagvizsgálatokat végez; emellett szuperszámítógépeket, szoftvereket, valamint különféle nukleáris és nem nukleáris innovatív termékeket állít elő. A Roszatom stratégiájának része a megújuló energiaforrások és a szélenergia további fejlesztése. Oroszországban két blokk építése zajlik a Kurszk 2 atomerőműben, és bejelentették, hogy a Kolai atomerőműben két további blokk építését tervezik. 2019-ben a Roszatom részesedése a világpiacon 38% volt, ezzel a vállalat globális viszonylatban is élen jár az urándúsítási szolgáltatásokban (36%), és a globális nukleárisfűtőanyag-piac 16%-át fedi le.
2020-ban a Roszatom jóváhagyta korszerűsített stratégiáját, amelyben nagy hangsúlyt helyez az új termékek szerepére – ideértve a nukleáris nem energetikai és a nem nukleáris termékeket is – mintegy 100 új üzleti területen, köztük a nukleáris medicina, a kompozitok, a szélenergia, a hidrogén, a hulladékgazdálkodás, az additív gyártási technológia és a hidrogén-előállítás területén.
A Roszatom egy nonprofit szervezet, és míg a feladatai közé tartozik az atomenergia fejlesztése, a nukleáris üzemanyagciklushoz kapcsolódó vállalatok növekedése és az állam által ráruházott feladatok ellátása, nemzetbiztonsági szerepet is betölt (nukleáris elrettentés), gondoskodik a nukleáris- és sugárbiztonságról, valamint alkalmazott és alaptudományokkal foglalkozik. Emellett az állami vállalat jogosult az állam nevében eleget tenni Oroszország nemzetközi kötelezettségeinek az atomenergia-felhasználás és a nukleáris anyagok elterjedésének megakadályozása terén. A Roszatom olyan nagyszabású projektekben is részt vesz, mint az ITER és a FAIR.
2021 februárjában a Roszatom teljes rendelésállománya elérte a 250 milliárd dollárt. A 2020-as vállalati jelentés szerint 10 éves külföldi rendelésállománya 138,3 milliárd dollárt tett ki, míg az árbevétele elérte a 7,5 milliárd dollárt. Az új termékekre vonatkozó tízéves rendelésállomány 1602,1 milliárd rubelt tett ki, a bevétel pedig elérte a 261,1 milliárd rubelt.

## Története
A Roszatom elődei között több, különböző feladatokat ellátó szovjet és orosz kormányzati szervezet található. 1953. június 26-án a Szovjetunió Minisztertanácsa az atomfegyver-programért felelős Első Főigazgatóságot átalakította, így jött létre a Középgépipari Minisztérium (Minszredmas). A minisztérium feladata lett a polgári atomenergia-program fejlesztése. 1989-ben a Középgépipari Minisztérium és az Atomenergetikai Minisztérium összevonásával jött létre a Szovjetunió Atomenergetikai és Ipari Minisztériuma.
Az Oroszországi Föderáció Atomenergetikai Minisztériuma [(oroszul: Министерство по атомной энергии Российской Федерации, rövidítve Minatom (oroszul: Минaтом)] a Szovjetunió felbomlása után, 1992. január 29-én jött létre a Szovjetunió Atomenergetikai és Ipari Minisztériumának orosz jogutódjaként. Az újonnan létrehozott minisztérium a korábbi minisztériumhoz tartozó társaságok mintegy 80%-át kapta meg, köztük 9 atomerőművet 28 blokkal. A minisztérium 2004. március 9-ig létezett ezen a néven, amikor is átalakult Szövetségi Atomenergia Ügynökséggé.
2007. december 1-én Vlagyimir Putyin orosz elnök aláírta azt a Szövetségi Gyűlés által elfogadott törvényt, amely a Szövetségi Atomenergia Ügynökség megszüntetéséről, valamint jogköreinek és eszközeinek az újonnan létrehozott „Roszatom Állami Atomenergetikai Vállalat” nevű vállalatra való átruházásáról rendelkezett. Ugyanezen év december 12-én az ügynökség állami vállalattá alakult át.
2017-ben a Roszatom úgy határozott, hogy szélenergiába kíván befektetni, mivel úgy vélte, hogy a megújulóenergia-ipar a költségek gyors csökkenése miatt az atomenergia komoly vetélytársává válhat, így a vállalat szélturbinákat kezdett el építeni. A Roszatomot emellett az is aggodalommal töltötte el, hogy a nukleáris exportlehetőségek kimerülőfélben vannak.
2020. augusztus 20-án a Roszatom az orosz atomipar 75. évfordulóját ünnepelte meg. Az ünneplés részeként a Roszatom arculatváltó kampányt indított „Egyesült Roszatom” néven, ennek keretében az atomiparban működő leányvállalatok átvették a Roszatom Möbius-szalagot formázó logóját. 2020-ban a Roszatom azt tűzte ki célul, hogy árbevételét 2030-ra megháromszorozza és elérje a 4 milliárd rubelt. Ennek 40%-át új üzletágakból kívánja előteremteni, elsősorban a fenntartható technológiákra összpontosítva.

## Szervezeti felépítés
2021 elején a Roszatomhoz 356 különböző szervezeti felépítésű és jogállású társaság tartozott. Ezek egy része az atomenergetikai létesítményekhez kapcsolódó szervezet, – ide tartoznak az atomenergia, az atomenergetika és a nukleáris üzemanyagciklus területén tevékenykedő vállalatok – azaz azon vállalatok, amelyek: a természetes urán feltárásával és kitermelésével; az urán átalakításával és dúsításával; nukleáris fűtőanyagok, villamos energia és berendezések előállításával; valamint a nukleáris fűtőanyagokhoz és a gázcentrifuga-platformhoz kapcsolódó új technológiák kifejlesztésével foglalkoznak. A társaságok másik része a nem atomenergiára szakosodó egyre növekvő számú új vállalatok csoportjához tartozik, amelyek többek között szélenergiával, kompozitokkal, additív gyártási technológiákkal és nukleáris medicinával foglalkoznak. Az orosz atomipar polgári célú eszközei a Roszatom Atomenergoprom nevű holdingjához tartoznak, amely 2020 decemberében 204 vállalatot tömörített.
A Roszatom vállalatai több divízióra tagolódnak:

### Bányászati divízió
A Roszatom bányászati divíziójának holdingtársasága az Atomredmetzoloto részvénytársaság, amely az orosz uránbányászati eszközöket tömöríti. Legfontosabb leányvállalatai közé tartozik a Khiagda részvénytársaság és a Dalur részvénytársaság.
Az Uranium One egy különálló, de közvetlenül a Roszatom irányítása alatt működő globális bányászati vállalat, mely változatos eszközportfólióval rendelkezik Kazahsztánban, az Egyesült Államokban és Tanzániában.

### Fűtőanyag-divízió
A Roszatom fűtőanyag-divízióját a TVEL Rt. irányítja, amely a világ nukleáris fűtőanyag-ciklus frontend piacának egyik vezető szereplője, és az orosz atomerőművek és atomjégtörő-flotta egyetlen nukleáris fűtőanyag beszállítója.
Legfontosabb leányvállalatai közé tartozik a Bocsvar Anyagtudományi Kutatóintézet (VNIINM), a Szibériai Vegyi Kombinát és a Csepecki Gépgyár.
A divízió feladatai közé tartozik a nukleáris fűtőanyag előállítása, az uránátalakítás és dúsítás, valamint gázcentrifugák gyártása.
Az urándúsítás a TVEL fűtőanyag-vállalat négy üzemében történik, nevezetesen az Angarszki Elektrokémiai Üzemben (Angarszk, Irkutszki terület), a Zelenogorszki Elektrokémiai Üzemben (Zelenogorszk, Krasznojarszki határterület), az Uráli Elektrokémiai Üzemben (Novouralszk, Szverdlovszki terület), és a Szibériai Vegyiüzemben (Szeverszk, Tomszki terület). Az urán dúsítása során, az uránizotópok szétválasztása fejlett gázcentrifugás technológiával történik. A szegényített urán-hexafluoridot urán-dioxiddá alakítják a Zelenogorszki Elektrokémiai Üzem W-ECP nevű egységében.
A nukleáris fűtőanyag gyártása a Roszatom Gépgyárában és a Novoszibirszki Vegyi Koncentrátumgyártó Üzemben történik. Az üzemekben UO2-alapú (dúsított friss és újrafeldolgozott urán) nukleáris fűtőanyagot állítanak elő az orosz erőművek és kutatóreaktorok valamennyi típusához, valamint számos külföldi erőmű és kutatóreaktorhoz és az orosz úszó (hajó) atomerőművekhez. A VVER és PWR reaktorokhoz gyártott balesetálló fűtőanyagok fejlesztése a kísérleti szakaszba lépett.
A nátriumhűtésű gyorsneuronos reaktorokhoz a MOX fűtőanyagot a Bányászati és Vegyi kombinátban állítják elő, míg a kevert urán-plutónium üzemanyag a most épülő Szibériai Vegyiüzemben lesz előállítva. A VVER reaktorok számára készült urán-plutónium REMIX üzemanyag (regenerált üzemanyag-keverék) tesztelése folyik, a kereskedelmi gyártása várhatóan a Bányászati és Vegyi kombinátban történik majd.
A kiégett nukleáris fűtőelemek újrafeldolgozása a Majak Termelési Egyesülés RT-1 üzemében zajlik. Az üzemben jelenleg erőművi reaktorokból (BN-350, VVER-440, BN-600, RBMK-1000, VVER-1000; BN-MOX), orosz és külföldi tudományos intézetek kutatóreaktoraiból, valamint a tengeralattjárók és a haditengerészet felszíni flottájának reaktoraiból származó (különböző összetételű) kiégett nukleáris üzemanyag feldolgozása zajlik.

### Gépgyártási divízió
A divíziót az Atomenergomas részvénytársaság irányítja. Ez Oroszország egyik legnagyobb gépipari vállalatcsoportja, amely az atomenergia-iparhoz szükséges berendezések tervezéséhez, gyártásához és szállításához kínál átfogó megoldásokat. A divízióhoz több mint 10 gyártási telephely tartozik Oroszországban, Ukrajnában, Csehországban és Magyarországon, ahol gyártóvállalatok, műszaki központok és kutatószervezetek működnek.
A vállalatcsoport saját adatai szerint a világ atomerőműveinek 14%-a és a Független Államok Közösségében, illetve a balti államokban működő hőerőművek 40%-a használja a holding berendezéseit. Emellett a divízió a VVER reaktorok berendezéseinek legnagyobb, és a gyorsneutronos reaktorok (BN reaktorok) egyetlen gyártója. A divízióhoz tartozó vállalatok tervezik és gyártják a szárazföldön és vízen használt SMR (kisméretű moduláris reaktor) atomerőműveket és az atomjégtörőket.
Legfontosabb leányvállalatai az OKB Gidropressz, az OKBM Afrikantov, a Podolszki Gépgyár és az AEM-technology Archiválva 2022. február 1-i dátummal a Wayback Machine-ben.

### Mérnöki divízió
A divíziót az Atomstroyexport részvénytársaság irányítja, amely széleskörű kapacitással rendelkezik a komplex műszaki létesítmények kivitelezésének lebonyolításában. A divízió legfontosabb üzleti területei közé tartozik a nagy atomerőművek tervezése és építése Oroszországban és külföldön, valamint a Multi-D platformon működő komplex műszaki létesítmények irányítására szolgáló digitális technológiák fejlesztése.
A divízió kulcsfontosságú vállalatai az Atomenergoproekt részvénytársaság és az ATOMPROEKT részvénytársaság.

### Energetikai divízió
A divíziót a Roszenergoatom részvénytársaság irányítja. A vállalat az egyetlen Oroszországban, amely atomerőműveket üzemeltet, valamint meghatározó szereplője az orosz villamosenergia-piacnak. Főbb üzleti területei közé tartozik az atomerőművekben történő áram- és hőtermelés, emellett a nukleáris létesítmények (atomerőművek), sugárforrások, valamint nukleáris anyagokat és radioaktív anyagokat tároló létesítmények üzemeltetése.
A divízió legfontosabb vállalatai: az összes orosz atomerőmű, az AtomEnergoRemont részvénytársaság, az AtomEnergoSbyt részvénytársaság és a TITAN-2 építőipari holding.

### Backend-divízió
A divíziót a Nukleáris és Sugárbiztonsági Szövetségi Központ irányítja. A divízió központi rendszert működtet a kiégett nukleáris fűtőelemek és a radioaktív hulladék kezelésére, valamint a veszélyes nukleáris és radiológiai létesítmények leszerelésére.
A divízió fő vállalatai: a Bányászati és Vegyi kombinát és a Radon szövetségi állami vállalatok, valamint a radioaktív hulladék kezeléséért felelős állami szervezet (NORAO).

## Tevékenység

### Atomerőművek
A Roszatom felügyeli és irányítja az oroszországi Atomenergoprom vállalatot, amely holdingként összefogja az oroszországi atomerőműveket működtető Roszenergoatom vállalatot, a nukleáris fűtőanyag és egyéb radioaktív anyagok kereskedelmével és exportjával foglalkozó Tyehsznabekszport vállalatot, az atomerőművek építésével foglalkozó Atomsztrojekszport vállalatot, a nukleáris fűtőanyagot gyártó TVEL-t, valamint az atomerőművi berendezések gyártásával foglalkozó Atomenergomas vállalatot. Ugyancsak a Roszatom felügyeli az atomenergetikával és nukleáris technikával foglalkozó kutatóintézeteket, valamint felelős Oroszországban a nukleáris biztonság és a nonproliferáció kérdéseiért is. A Roszatommal kötött 2007-es megállapodás alapján az oroszországi atomerőművek szakembereinek fő képzési bázisa a Nyizsnyij Novgorod-i Állami Műszaki Egyetem lesz.
A Roszatom 2013-ban Oroszországban 7 atomerőművi blokk építését végezte: egyet Belojarszkban, kettőt Rosztovban, kettőt Novovoronyezsben és kettőt Szosznovij Borban. Ezen kívül a Roszatom Balti-tengeri üzemében megkezdték új típusú atomjégtörők gyártását „Ritm-200” típusú reaktorokkal. Ezzel együtt a 2025-ig tervezett orosz atomerőművi blokkok számát az eredeti 32-ről 18-ra csökkentették.
A 2014-es esztendő lezárásakor 29 reaktorblokkra volt érvényes megrendelése a Roszatomnak, ami jelentős növekedést jelent – 2013-ban ugyanis ez a szám még 19 volt. Tavaly öt országban – összesen 11 tervezett reaktoregységen – zajlott atomerőmű-építkezés az orosz atomkonszern részvételével – áll a dokumentumban. Az összesítés azt is hangsúlyozza, hogy a társaság tíz évre szóló, külföldi megrendeléseinek összértéke 101,4 milliárd dollár, ami az egy évvel ezelőtti adattal összevetve 40 százalékos növekedést jelent. A Roszatom 2014-es bevétele 618 milliárd rubel volt, az EBITDA (a kamatfizetés, adózás és értékcsökkenési leírás előtti eredménye) pedig elérte a 211 milliárd rubelt.
Külföldön, 2013 végén, a Roszatomnak 74 milliárd dollár értékben 20 atomerőművi blokkra volt megrendelése : (India – 2, Irán – 1, Kína – 2, Belorusz – 2, Banglades – 2, Jordánia – 1, Bulgária – 1, Vietnám – 2, Ukrajna – 1, Örményország – 1, Törökország – 4, Finnország  – 1)
Magyar szempontból fontos hír, hogy a paksi két új blokk referencia blokkja, a Leningrád II. kiépítés első egysége 2019. január 1-től már szerződés szerint termeli a villamos energiát és táplálja be a hálózatba.

#### Épülő Atomerőművek
A Roszatom az egyidejűleg épített erőműblokkok számát tekintve világszinten az élvonalban van. 2021 végén a Roszatom két új erőműblokkot épített Oroszországban, a Kurszk II Atomerőműben, külföldön pedig 35 blokk volt a kivitelezés különböző fázisaiban. 2010. február 25-én kezdődött meg a Kalinyingrádi Atomerőmű építése, de a projekt újratervezése miatt felfüggesztették.
A tervek szerint további két-két blokkal lesz kibővítve a Leningrádi Atomerőmű, a Szmolenszki Atomerőmű, a Novovoronyezsi Atomerőmű és a Kurszki Atomerőmű. 2021 júniusának közepén a Roszatom bejelentette, hogy a Kolai Atomerőművet két 600 MW-os VVER reaktorral bővítik, melyek közül az első 2034-ben lesz üzembe helyezve. 2021 júniusának elején elkezdődött a BREST-OD-300 reaktor építése. Ez lesz a világon az első kísérleti demonstrációs erőművi blokk, amely ólomhűtéses gyorsneutronos reaktorral fog működni.
| Erőmű neve                  | Elhelyezkedés                       | Blokkok száma | Reaktor típusa | Teljesítmény (MW) | Építés kezdete | Várható befejezés     |
| --------------------------- | ----------------------------------- | ------------- | -------------- | ----------------- | -------------- | --------------------- |
| Balti Atomerőmű             | Kalinyingrád, Kalinyingrádi terület | 1             | VVER-1200      | 1,170             | 2021           | Projekt felfüggesztve |
| Kurszki Atomerőmű           | Makarovka, Kurszki terület          | 1             | VVER-1300/510  | 1,255             | 2018           | 2025                  |
| Kurszki Atomerőmű           | Makarovka, Kurszki terület          | 2             | VVER-1300/510  | 1,255             | 2019           | 2026. július          |
| 2021. április 15-i -állapot |                                     |               |                |                   |                |                       |

#### Külföldön
A Roszatom világszinten a legnagyobb külföldi atomerőmű építési projektportfólióval bír, részesedése ezen a piacon 74%. A Roszatom vezető szerepet tölt be a fejlődő országoknak kínált atomerőművek terén. A világszerte jelenleg épülő atomerőművek 37%-ának kivitelezője a Roszatom, ezek jellemzően az OKB Gidropressz vállalat VVER típusú reaktorai. 2012-ben a Roszatom 66,5 milliárd USA dollár értékű külföldi megrendelést kapott, ebből 28,9 milliárd dollár volt az atomerőmű-építés, 24,7 milliárd dollárt tettek ki az urántermékek és 12,9 milliárd dollárt—a nukleáris fűtőanyagok exportja és az ehhez kapcsolódó tevékenységek. 2020-ban a Roszatom 138,3 milliárd USA dollár értékű megrendelést kapott, ebből 89,1 milliárd dollár volt az atomerőmű-építés, 13,3 milliárd dollárt tettek ki az urántermékek és 35,8 milliárd dollárt a nukleáris fűtőanyagok exportja, valamint az ehhez kapcsolódó tevékenységek. A kínai, indiai és iráni atomerőműveket vagy a Roszatom tervezte és kivitelezte, vagy a vállalat részvételével voltak megépítve. A Roszatom részt vesz a kínai Tianwani Atomerőmű, az indiai Kudankulam Atomerőmű és a fehéroroszországi Belorusz Atomerőmű építésében.
2013 decemberében a Roszatom egy 6,4 milliárd eurós szerződést kötött a finnországi Fennovoima vállalattal egy egyblokkos erőmű, a Hanhikivi Atomerőmű létesítésére az OKB Gidropressz vállalat VVER-1200 nyomottvizes reaktorával Pyhäjoki városában, melynek építését 2021 után tervezték megkezdeni, de a szerződést 2022 májusában Finnország felmondta. 2014 decemberében a Roszatom és a magyarországi MVM Csoport megállapodást írt alá a Paksi Atomerőmű két új blokkjának megépítéséről. A tervek szerint a kivitelezés 2022-ben indul. 2018. április 3-án a Roszatom szintén megkezdte a törökországi Akkuyu Atomerőmű építését. A Roszatom megállapodást írt alá Egyiptommal az El-Dabaa Atomerőmű, illetve Bangladessel a Ruppuri Atomerőmű építésére, a kivitelezést 2017. november 30-án kezdték meg.
| Erőmű neve           | Ország           | Földrajzi elhelyezkedés                     | Blokkok száma | Állapot       | Típus          | Teljesítmény (MW) | Építés kezdete       | Befejezés dátuma                                               |
| -------------------- | ---------------- | ------------------------------------------- | ------------- | ------------- | -------------- | ----------------- | -------------------- | -------------------------------------------------------------- |
| Akkuyu Atomerőmű     | Törökország      | Akkuyu, Mersin tartomány                    | 1             | Építés alatt  | VVER-1200/491  | 1,200             | 2018. április        | 2023 (tervezett)                                               |
| Akkuyu Atomerőmű     | Törökország      | Akkuyu, Mersin tartomány                    | 2             | Építés alatt  | VVER-1200/491  | 1,200             | 2020. április        | 2023 (tervezett)                                               |
| Akkuyu Atomerőmű     | Törökország      | Akkuyu, Mersin tartomány                    | 3             | Építés alatt  | VVER-1200/491  | 1,200             | 2021. március        | 2023 (tervezett)                                               |
| Akkuyu Atomerőmű     | Törökország      | Akkuyu, Mersin tartomány                    | 4             | Építés alatt  | VVER-1200/491  | 1,200             | 2022 (tervezett)     | 2023 (tervezett)                                               |
| Asztraveci Atomerőmű | Fehéroroszország | Asztravec, Hrodnai terület                  | 1             | Üzemben       | VVER-1200/491  | 1,200             | 2013. november 6.    | 2020. november (első csatlakozás a hálózatra) 2022 (tervezett) |
| Asztraveci Atomerőmű | Fehéroroszország | Asztravec, Hrodnai terület                  | 2             | Építés alatt  | VVER-1200/491  | 1,200             | 2013. november 6.    | 2020. november (első csatlakozás a hálózatra) 2022 (tervezett) |
| Busehr Atomerőmű     | Irán             | Busehr, Busehr tartomány                    | 1             | Üzemben       | VVER-1000/446  | 1,000             | 1975. május 1.; 1995 | 2013. szeptember 23.                                           |
| Busehr Atomerőmű     | Irán             | Busehr, Busehr tartomány                    | 2             | Építés alatt  | VVER-1000      |                   | 2019. szeptember     | 2025. augusztus                                                |
| El-Dabaa Atomerőmű   | Egyiptom         | El-Dabaa, Matrúh kormányzóság               | 1             | Engedélyezve  | VVER-1200      | 1,200             | 2022 (tervezett)     | -                                                              |
| El-Dabaa Atomerőmű   | Egyiptom         | El-Dabaa, Matrúh kormányzóság               | 2             | Engedélyezve  | VVER-1200      | 1,200             | -                    | -                                                              |
| El-Dabaa Atomerőmű   | Egyiptom         | El-Dabaa, Matrúh kormányzóság               | 3             | Engedélyezve  | VVER-1200      | 1,200             | -                    | -                                                              |
| El-Dabaa Atomerőmű   | Egyiptom         | El-Dabaa, Matrúh kormányzóság               | 4             | Engedélyezve  | VVER-1200      | 1,200             | -                    | -                                                              |
| Hanhikivi Atomerőmű  | Finnország       | Pyhäjoki, Észak-Pohjanmaa régió             | 1             | Felfüggesztve | VVER-1200      | 1,200             | -                    | -                                                              |
| Kudankulam Atomerőmű | India            | Kudankulam, Tamilnádu állam                 | 1             | Üzemben       | VVER-1000/412  | 917               | 2002. március 31.    | 2013. október 22.                                              |
| Kudankulam Atomerőmű | India            | Kudankulam, Tamilnádu állam                 | 2             | Üzemben       | VVER-1000/412  | 917               | 2016. augusztus      | 2017. március 31.                                              |
| Kudankulam Atomerőmű | India            | Kudankulam, Tamilnádu állam                 | 3             | Építés alatt  | VVER-1000/412  | 917               | 2017. június 29.     | -                                                              |
| Kudankulam Atomerőmű | India            | Kudankulam, Tamilnádu állam                 | 4             | Építés alatt  | VVER-1000/412  | 917               | 2017. október        | -                                                              |
| Kudankulam Atomerőmű | India            | Kudankulam, Tamilnádu állam                 | 5             | Építés alatt  | VVER-1000/412  | 917               | 2021. június 30.     | -                                                              |
| Kudankulam Atomerőmű | India            | Kudankulam, Tamilnádu állam                 | 6             | Építés alatt  | VVER-1000/412  | 917               | 2021. június 30.     | -                                                              |
| Paksi Atomerőmű      | Magyarország     | Paks, Tolna vármegye                        | 5             | Engedélyezve  | VVER-1200      | 1,200             | 2022                 | -                                                              |
| Paksi Atomerőmű      | Magyarország     | Paks, Tolna vármegye                        | 6             | Engedélyezve  | VVER-1200      | 1,200             | 2022                 | -                                                              |
| Ruppuri Atomerőmű    | Banglades        | Ruppur, Rádzssahi körzet                    | 1             | Építés alatt  | VVER-1200      | 1,200             | 2017. november       | 2023 (tervezett)                                               |
| Ruppuri Atomerőmű    | Banglades        | Ruppur, Rádzssahi körzet                    | 2             | Építés alatt  | VVER-1200      | 1,200             | 2018. július         | 2024 (tervezett)                                               |
| Tianvani Atomerőmű   | Kína             | Lienjünkang prefektúra, Csiangszu tartomány | 1             | Üzemben       | VVER-1000/428  | 990               | 1999. október 20.    | 2007. május 17.                                                |
| Tianvani Atomerőmű   | Kína             | Lienjünkang prefektúra, Csiangszu tartomány | 2             | Üzemben       | VVER-1000/428  | 990               | 2000. október 20.    | 2007 augusztus 16.                                             |
| Tianvani Atomerőmű   | Kína             | Lienjünkang prefektúra, Csiangszu tartomány | 3             | Üzemben       | VVER-1000/428М | 1,050             | 2012. december 27.   | 2018. február 15.                                              |
| Tianvani Atomerőmű   | Kína             | Lienjünkang prefektúra, Csiangszu tartomány | 4             | Üzemben       | VVER-1000/428М | 1,050             | 2013. szeptember 27. | 2018. december 22.                                             |
| Tianvani Atomerőmű   | Kína             | Lienjünkang prefektúra, Csiangszu tartomány | 7             | Engedélyezve  | VVER-1200      | 1,150             | 2021. május          | -                                                              |
| Tianvani Atomerőmű   | Kína             | Lienjünkang prefektúra, Csiangszu tartomány | 8             | Engedélyezve  | VVER-1200      | 1,150             | 2022                 | -                                                              |
| Hszudabao Atomerőmű  | Kína             | Hszingcseng, Huludao, Liaoning tartomány    | 3             | Engedélyezve  | VVER-1200      | 1,150             | 2021                 | -                                                              |
| Hszudabao Atomerőmű  | Kína             | Hszingcseng, Huludao, Liaoning tartomány    | 4             | Engedélyezve  | VVER-1200      | 1,150             | 2022                 | -                                                              |
| Mohi Atomerőmű       | Szlovákia        | Mohi, Nyitrai kerület                       | 1             | Üzemben       | VVER 440/213   | 436               | 1982. november       | 1998. október 29.                                              |
| Mohi Atomerőmű       | Szlovákia        | Mohi, Nyitrai kerület                       | 2             | Üzemben       | VVER 440/213   | 436               | 1982. november       | 2000. április 11.                                              |
| Mohi Atomerőmű       | Szlovákia        | Mohi, Nyitrai kerület                       | 3             | Építés alatt  | VVER 440/213   | 436               | 2008. november       | 2022 (tervezett)                                               |
| Mohi Atomerőmű       | Szlovákia        | Mohi, Nyitrai kerület                       | 4             | Építés alatt  | VVER 440/213   | 436               | 2008. november       | 2022 (tervezett)                                               |

### Atomjégtörő-flotta

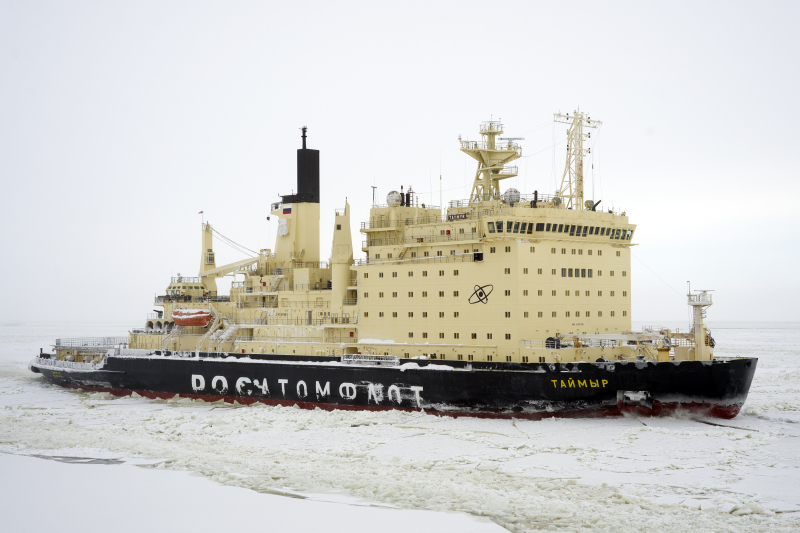
Tajmir, Tajmir osztályú atomjégtörő

2008 óta a Roszatom konszernjébe tartozik az orosz atomjégtörő-flotta, amely az öt atommeghajtású jégtörőjével, egy konténerszállító hajójával és négy kiszolgáló járművével a világ legnagyobbja. Feladatai közé tartozik az Északi-tengeri hajózási útvonalon való navigáció és a jeges körülmények között végrehajtott mentések.  A flotta üzemeltetéséért és karbantartásért az Atomflot vagy más néven Roszatomflot, egy murmanszki székhelyű szövetségi állami vállalat felelős.

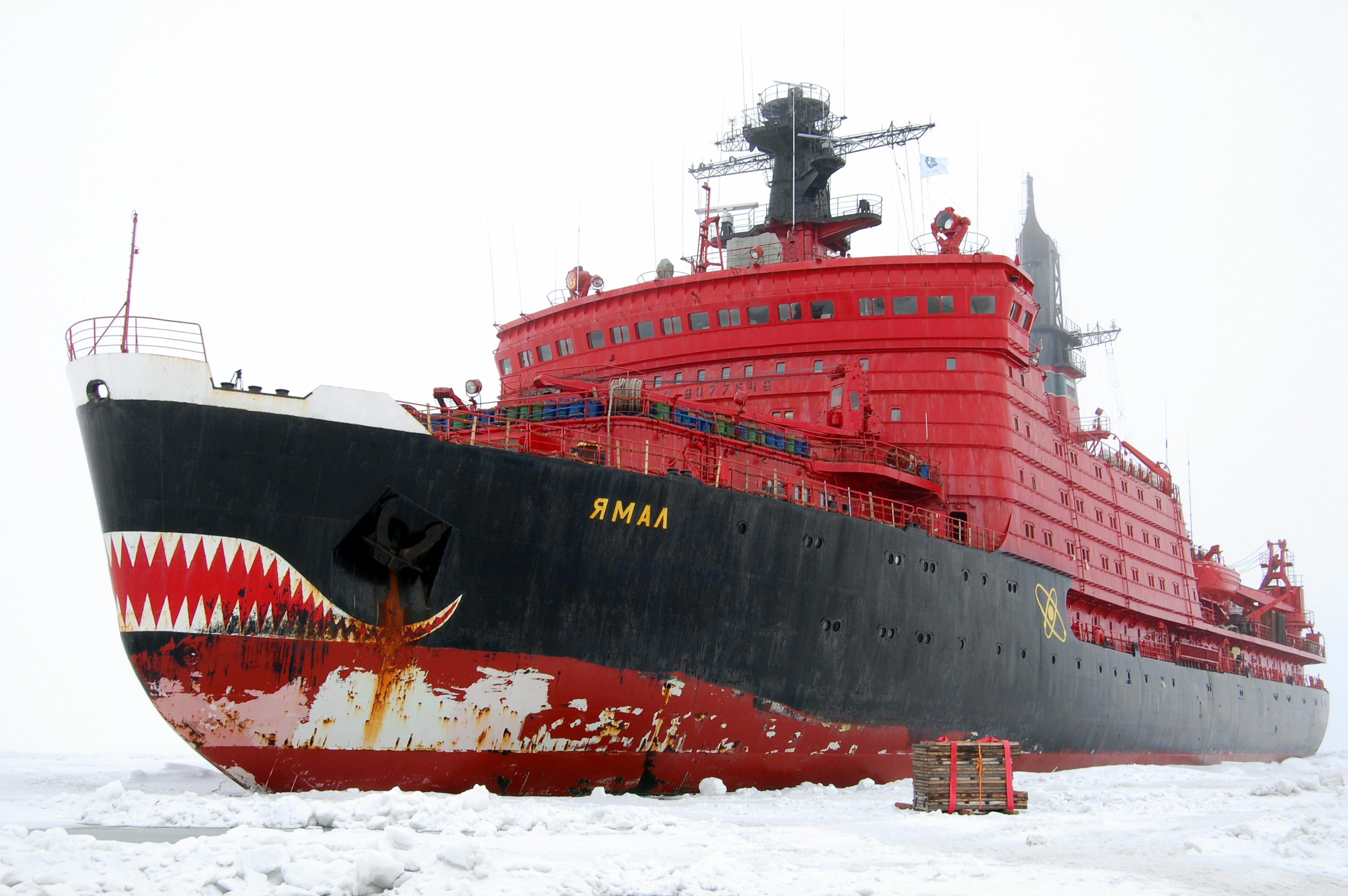
Jamal, Arktyika osztályú atomjégtörő

| Üzembe helyezett / Épülő | Üzembe helyezett / Épülő      | Üzembe helyezett / Épülő    | Üzemen kívül helyezett | Üzemen kívül helyezett        | Üzemen kívül helyezett | Üzemen kívül helyezett                                                |
| Név                      | Típus                         | Év                          | Név                    | Típus                         | Év                     | Megjegyzés                                                            |
| ------------------------ | ----------------------------- | --------------------------- | ---------------------- | ----------------------------- | ---------------------- | --------------------------------------------------------------------- |
| Szevmorputy              | -                             | 1988–2007, 2016– napjainkig | Arktyika               | Arktyika osztályú atomjégtörő | 1975–2008              | Jelenleg Murmanszkban van kikötve                                     |
| Tajmir                   | Tajmir osztályú atomjégtörő   | 1989–napjainkig             | Szibir                 | Arktyika osztályú atomjégtörő | 1977–1992              | Jelenleg Murmanszkban van kikötve                                     |
| Vajgacs                  | Tajmir osztályú atomjégtörő   | 1990–napjainkig             | Rosszija               | Arktyika osztályú atomjégtörő | 1985–2013              | Üzemen kívül helyezve Murmanszkban                                    |
| Jamal                    | Arktyika osztályú atomjégtörő | 1993–napjainkig             | Szovetszkij szojuz     | Arktyika osztályú atomjégtörő | 1989–2012              | Üzemen kívül helyezve Murmanszkban; parancsnoki hajóvá alakításra vár |
| 50 let Pobedi            | Arktyika osztályú atomjégtörő | 2007–napjainkig             | -                      | -                             | -                      | -                                                                     |
| Arktyika                 | Projekt 22220                 | 2020                        | -                      | -                             | -                      | -                                                                     |
| Szibir                   | Projekt 22220                 | 2021                        | -                      | -                             | -                      | -                                                                     |
| Urál                     | Projekt 22220                 | 2022 (tervezett)            | -                      | -                             | -                      | -                                                                     |
| Jakutyija                | Projekt 22220                 | 2022                        | -                      | -                             | -                      | -                                                                     |
| Csukotka                 | Projekt 22220                 | -                           | -                      | -                             | -                      | -                                                                     |
| Rosszija                 | Projekt10510                  | 2021–napjainkig             | -                      | -                             | -                      | -                                                                     |

## Vállalatirányítás

### Felügyelőbizottság

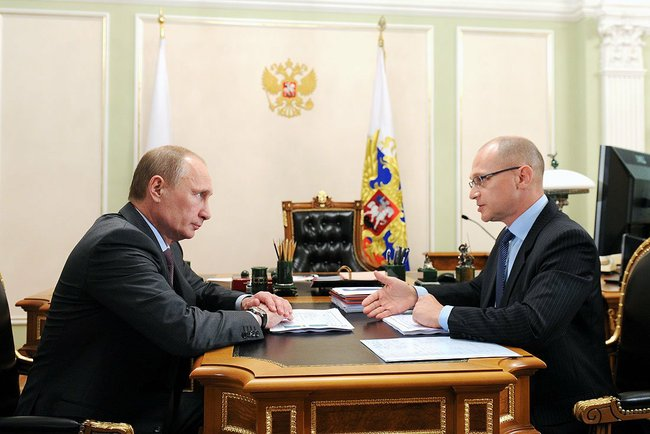
Vlagyimir Putyin munkamegbeszélést folytat Szergej Kirijenkóval, a Roszatom vezérigazgatójával 2014 januárjában

A Roszatom legfőbb irányító szerve a kilenc főből álló felügyelőbizottság. A testületet 2005 óta Szergej Kirijenko elnök vezeti. A felügyelőbizottság elnökén túl, a testület további tagjai a következő személyek:
- Igor Borovkov – a Katonai-Ipari Bizottság (VPK RF) apparátusának vezetője
- Larisza Bricsjova – Oroszország elnökének tanácsadója
- Alekszej Lihacsov – a Roszatom vezérigazgatója
- Andrej Klepacs – Gazdaságfejlesztési miniszterhelyettes
- Szergej Koroljov – a Szövetségi Biztonsági Szolgálat (FSZB) gazdasági biztonságért felelős igazgatója
- Alekszandr Novak – Oroszország energiaügyi minisztere
- Jurij P. Trutnyev – Oroszország elnökének meghatalmazott képviselője a Távol-keleti Szövetségi Körzetben
- Jurij V. Usakov – Oroszország elnökének tanácsadója

### Igazgatótanács
A Roszatom stratégiáit, irányelveit és célkitűzéseit a tizennégy főből álló igazgatótanács határozza meg, élén a főigazgatóval. 2016 óta az igazgatótanácsot Alekszej Lihacsov főigazgató vezeti.
Az igazgatótanács tagjai:
- Alekszej Lihacsov – a Roszatom vezérigazgatója
- Ivan Kamenszkih – a nukleáris fegyverekért felelős első vezérigazgató-helyettes
- Kirill Komarov – a vállalatfejlesztésért és nemzetközi üzletért felelős első vezérigazgató-helyettes
- Alekszandr Loksin – az operatív irányításért felelős első vezérigazgató-helyettes
- Nyikolaj Szolomon – a vállalati funkciókért felelős első vezérigazgató-helyettes és pénzügyi igazgató
- Konsztantyin Gyenyiszov – biztonsági vezérigazgató-helyettes
- Szergej Novikov – államtitkár – az állami hatáskörök végrehajtásáért és a költségvetésért felelős vezérigazgató-helyettes
- Nyikolaj Szpasszkij – nemzetközi kapcsolatokért felelős vezérigazgató-helyettes
- Oleg Krjukov – a radioaktív hulladékokkal, a kiégett nukleáris fűtőelemekkel és a nukleáris leszereléssel kapcsolatos közpolitikai igazgatóság igazgatója
- Andrej Nyikipelov – az Atomenergomas Nyrt. vezérigazgatója
- Szergej Obozov – a Roszatom termelési rendszerének igazgatója, a Roszenergoatom igazgatótanácsának tagja
- Jurij Olenyin – az innováció-menedzsmentért felelős vezérigazgató-helyettes
- Andrej Petrov – a Roszenergoatom vezérigazgatója
- Jurij Jakovlev – az atomenergia védelmi célú felhasználásának állami biztonsági politikájáért felelős vezérigazgató-helyettes

### Vezérigazgató
A Roszatom egyszemélyes végrehajtó szerve a vezérigazgató, aki a vállalat napi működését irányítja. Szergej Kirijenko, aki 2005-ben az orosz atomipart vezette, a Roszatom megalakulása óta töltötte be a vállalat vezérigazgatójának tisztségét egészen 2016. október 5-ig, amikor is Alekszej Lihacsov, korábbi gazdaságfejlesztési miniszterhelyettes leváltotta.
A Roszatom vezérigazgatóinak listája:
- Szergej Kirijenko (2007. december 1. – 2016. október 5.)
- Alekszej Lihacsov (2016. október 5. – hivatalban)

## Magyar nyelvű kiadványa
A cég szponzorálta a magyar nyelvű Atomenergia Info című online kiadványt , amely a paksi atomerőműről szolgáltat információkat és a bővítés érdekében osztott meg információkat. Az oldal már nem elérhető.